# Petrobius canadensis
Petrobius canadensis is een rotsspringersoort uit de familie van de Machilidae. De wetenschappelijke naam van de soort is voor het eerst geldig gepubliceerd in 1969 door Paclt.